# Грибушенков, Михаил Николаевич
Михаи́л Никола́евич Грибуше́нков (30 января 1980, Ленинград) — российский и молдавский биатлонист. Участник двух олимпийских игр 2002 и 2006 года.
Родился в семье спортсменов. Воспитанник петербургского биатлона. Из-за серьёзной конкуренции в сборной России принял решение выступать за сборную Молдавии. От неё он участвовал на двух Олимпиадах. Лучший результат на играх — 81 место в спринте в Турине.